# 21699 Вольперт
21699 Вольперт (21699 Wolpert) — астероїд головного поясу, відкритий 7 вересня 1999 року.
Тіссеранів параметр щодо Юпітера — 3,192.